# Alexandru Lahovari
Alexandru Lahovari (Bukarest, 1841. augusztus 16. – Párizs, 1897. március 4.) román politikus, külügyminiszter.

## Élete
Jómódú bojárcsaládban született, Nicolae Lahovari şi a Eufrosina Iakovak fiaként. Történelmet és idegen nyelveket otthon tanult, majd elvégezte a párizsi Louis-le-Grand líceumot. 1862-ben elvégezte a párizsi egyetem jogi karát, és 1865-ben jogi doktorrá avatták; ugyanakkor elnyerte a francia és a római jogra kitűzött pályadíjat. 
Visszatérve Romániába, részt vett azokban a mozgalmakban, melyek Alexandru Ioan Cuza lemondatásával végződtek, és hozzájárult Hohenzollern Károly későbbi román király megválasztatásához. 1866-ban Vâlcea megye képviselőjévé választották. Gheorghe Grigore Cantacuzino, Constantin Grădişteanu és több képviselő élén megalakította a Juna dreaptă nevű csoportot, amely a későbbi Konzervatív Párt magjává vált.  1870-ben Lahovari az igazságügyi tárcát kapta a Manolache Costache Epureanu-kabinetben; tisztségét megtartotta az utána következő Lascăr Catargiu-kormányban is. Igazságügyminiszterként megreformálta a büntető törvénykönyvet és a büntetőeljárást. 
Ion Constantin Brătianu kormányra jutásakor tárcáját elvesztette, és elkeseredett küzdelmet folytatott a liberális kabinettel a sajtóban, a képviselőházban és a szenátusban is, amelynek 1884-től volt tagja. Kijelentve, hogy a Brătianu-kabinet alkotmányellenes, visszavonult a politikátólés csak  1888 végén tért vissza, amikor a Theodor Rosetti-kormányban földművelési és kereskedelmi miniszter lett. Ekkor hozta meg azt a törvényt, amely szerint a parasztok megvásárolhattak bizonyos földeket az állami vagyonból. 1889-ben, amikor Gheorghe Manu lett miniszterelnök, Lahovari a külügyi tárcát vállalta el, és azt 1891-ig vezette. A Ioan Emanoil Florescu rövid ideig tartó miniszterelnöksége alatt visszavonult, majd Lascăr Catargiu 1891. novemberben ismét meghivta Lahovarit a külügyminisztérium vezetésére. 
Lahovari mérsékelt magatartást tanúsított az erdélyi románok függetlenségi mozgalmaival szemben, mivel nem akarta veszélyeztetni Románia kapcsolatait az Osztrák-Magyar Monarchiával és közvetve a hármas szövetséggel szemben. Így 1893. december 12-én a szenátusban Dimitrie Sturdza támadásaival szemben megvédte a kormány passzivitását az erdélyi románság ügyében.
1895. októberben a Catargiu-kormány többi tagjaival együtt beadta lemondását; képviselői mandátumát is elvesztette. 